# Нёйтра, Рихард
Рихард Йозеф Нёйтра (нем. Richard Joseph Neutra; 8 апреля 1892, Вена, Австрия — 16 апреля 1970, Вупперталь, Германия) — австрийский и американский архитектор, один из родоначальников модернизма середины XX века. Кавалер Золотой медали Американского института архитектуры (1977).

## Биография
Рихард Йозеф Нёйтра родился в 1892 году в Вене, в еврейской семье и, обучаясь в венском техническом университете, был учеником Адольфа Лооса. В это время увлёкся творчеством Отто Вагнера, получив высшее образование, уехал на стажировку в Германию, где работал в студии Эриха Мендельсона. В 1923 году эмигрировал в Соединённые Штаты и к 1929 году получил гражданство этой страны. Здесь архитектор познакомился с Фрэнком Ллойдом Райтом и принял участие в некоторых совместных с ним проектах, позже был приглашён на работу старым другом и сокурсником по университету Рудольфом Шиндлером, вместе с которым переехал жить и работать в Калифорнию.
В эти годы стал формироваться особый стиль Нёйтры, основанный на сочетании чётких геометрических пропорций с лёгкостью и воздушностью, что вполне соответствовало требованиям жителей западного побережья. Отличительной особенностью его подхода было точное следование нуждам своих клиентов, в то время как коллеги-архитекторы чаще всего старались навязать заказчикам своё художественное видение резиденции. Приступая к проектированию, Нойтра первым делом всегда старался выявить потребности своего клиента и только после этого добавлял зданию какие-то элементы искусства, сопоставлял его с окружающим пейзажем. По завершении нескольких удачных проектов, в Лос-Анджелесе у архитектора появились первые ученики, наиболее известными из которых стали Грегори Эйн, Харвел Хамилтон Харрис и Рафаэль Сориано.
Умер в Германии в 1970 году, оставив после себя книгу-автобиографию под названием «Жизнь и форма».

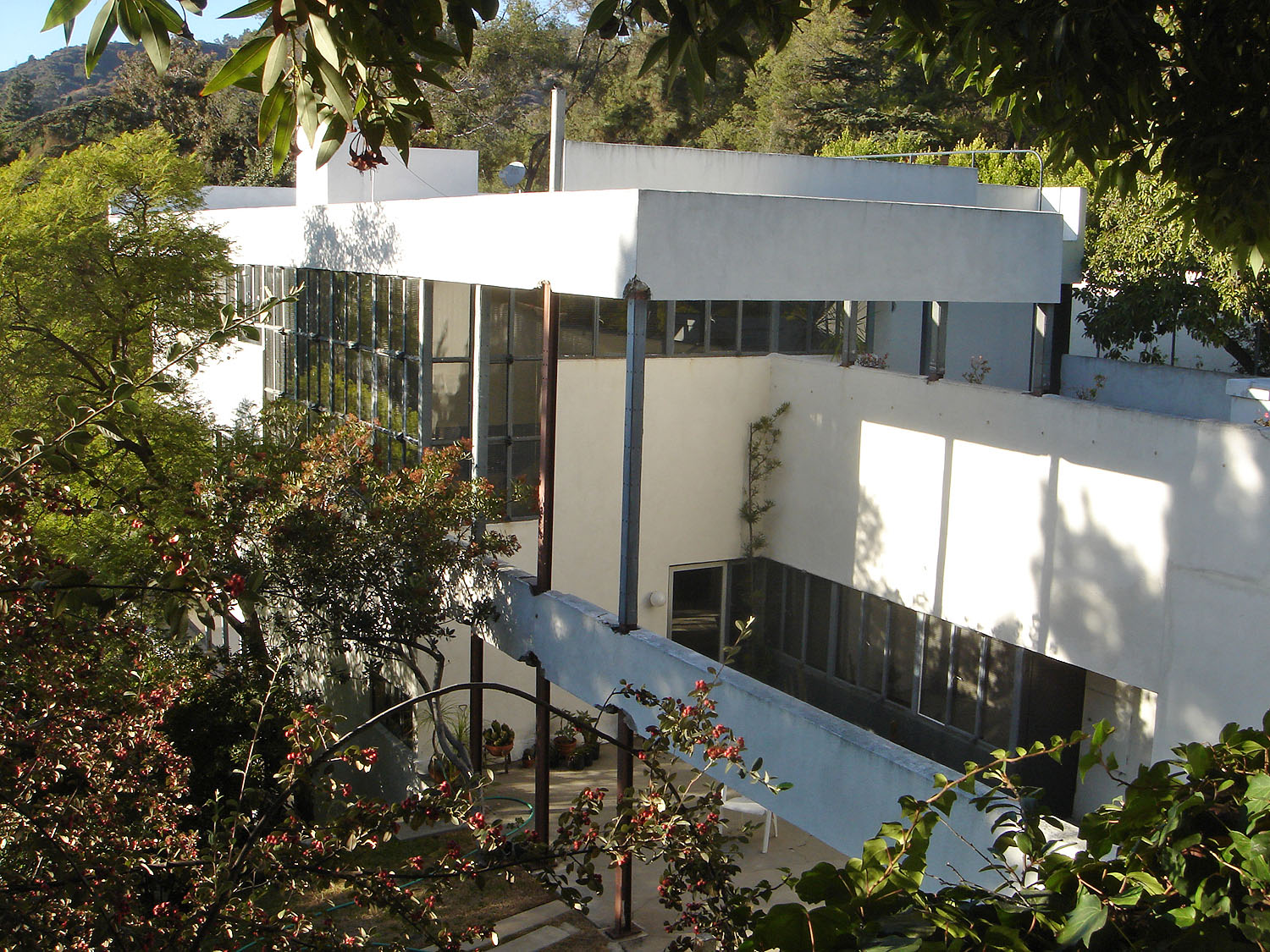
Дом Ловелла, Лос-Анджелес, Калифорния
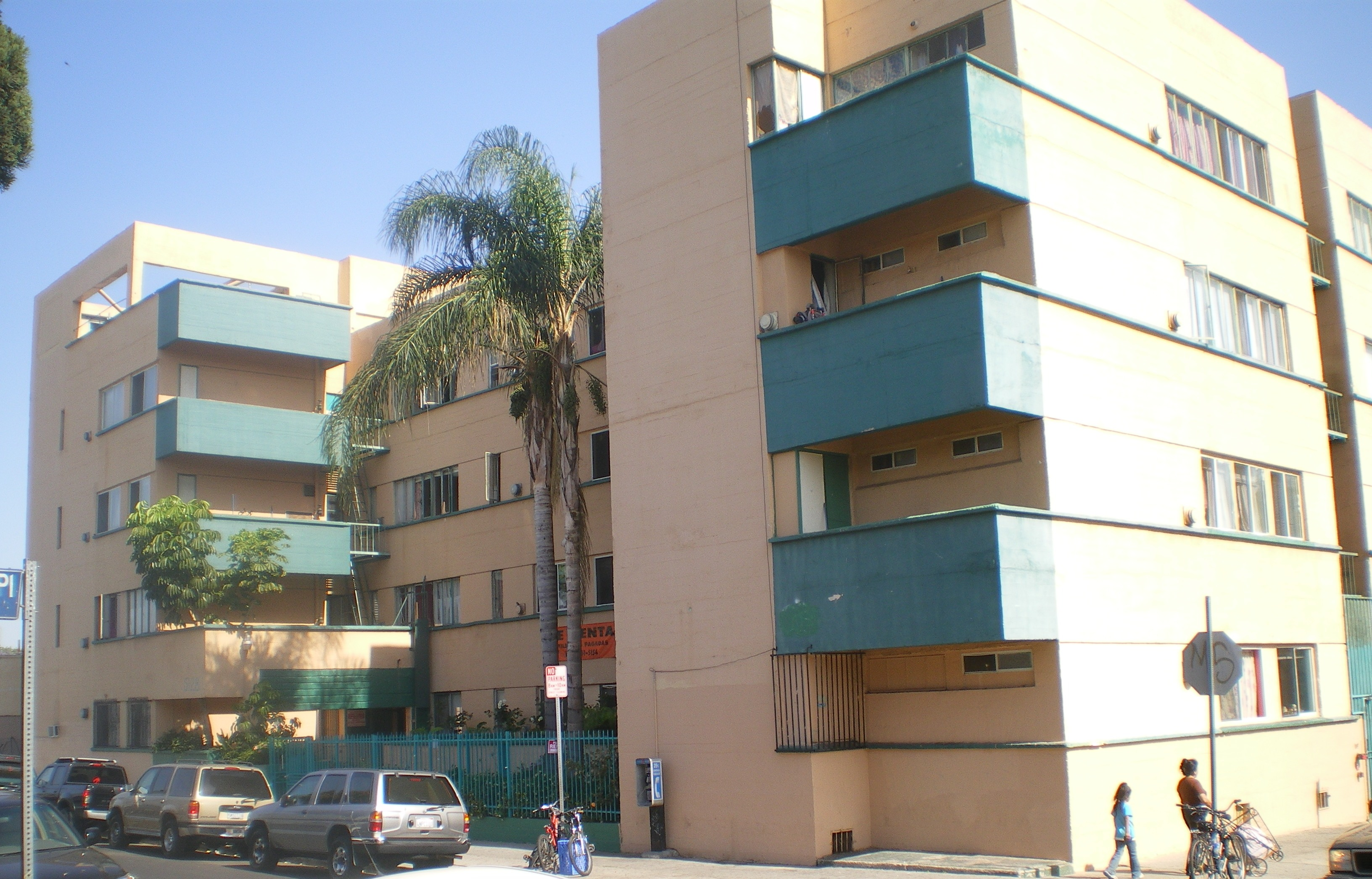
Жилое здание Жардинетты, Голливуд
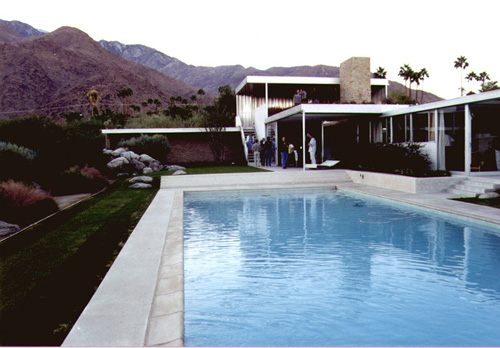
Дом Кауфмана, Палм-Спрингс, Калифорния
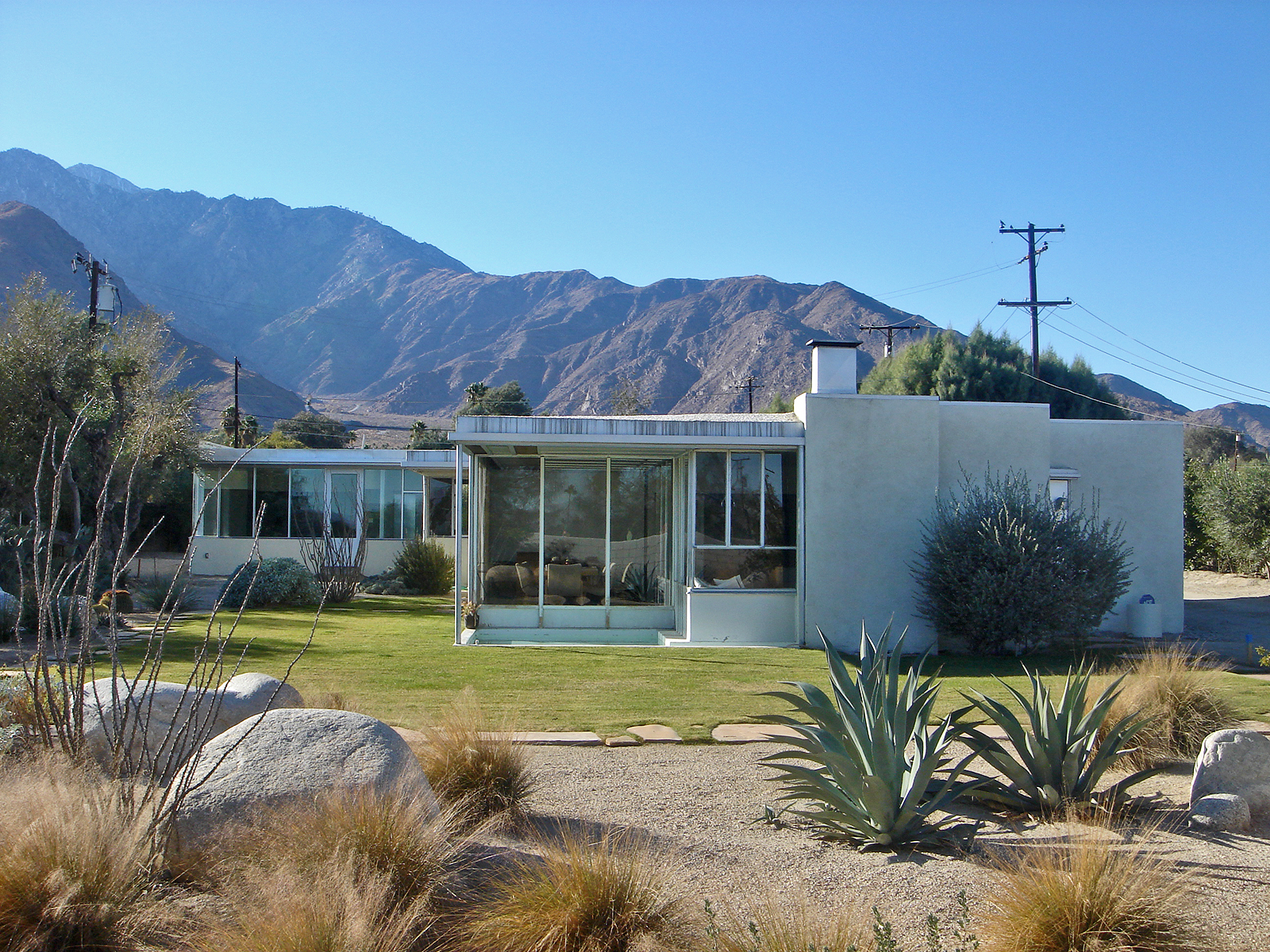
Дом Миллера, Палм-Спрингс, Калифорния